# 아메데오 7세 디 사보이아 백작
아메데오 7세 디 사보이아(이탈리아어: Amedeo VII di Savoia, 1360년 3월 - 1391년 11월 1일)는 적백(Il Conte Rosso)이라고도 알려진 1383년부터 1391년까지의 사보이아 백작이다.
아메데오는 아메데오 6세와 본 드 부르봉의 아들로 태어났다. 아메데오 7세는 그의 환대로 알려져 있으며, 그는 모든 신분의 사람들을 접대하고 그의 테이블에서 음식 없이 사람을 돌려보낸 적이 없었다.
그는 샤를 5세의 막내 동생인 베리 공작 장의 딸 본 드 베리와 혼인했다. 그들 사이에 3명의 자식을 두었다:
- 아메데오 8세 : 후에 대립 교황 펠릭스 5세로 알려져 있으며, 선량공 필리프의 딸 마리(Marie, 1380년–1422년)와 혼인했다.[3]
- 본(Bonne, 1432년 사망) : 마지막 사보이아아카이아계 일족인 루도비코 디 사보이아아카이아와 혼인했다; 톰마소 2세 디 사보이아 같이 보기
- 조반나 디 사보이아(Giovanna di Savoia, 1392년-1460년) : 몬페라토 후작인 조반니 자코모 델 몬페라토와 혼인했다.

사보이아 가문의 문장

파상풍으로 29세로 사망한 후, 그의 유언 때문에 논란이 발생하였다. 아메데오 7세는 그의 아들이자 후계자인 아메데오 8세의 후견자 역할을 전통적으로 아이의 어머니를 지목하는 대신에 강력한 부르봉 공작의 자매인 아메데오 6세의 어머니에게 남긴 것이다. 세 달간의 협상 끝에 가문에 평화를 되찾았다.